# Teilstreckenverfahren
Das Teilstreckenverfahren (engl. store and forward, sinngemäß speichern und weiterreichen) ist eine Technik der Datenübertragung, bei der Informationen über eine Zwischenstation (z. B. einen Router) gesendet werden, welche die Daten speichert (store) und zu einem späteren Zeitpunkt an das finale Ziel oder eine weitere Zwischenstation weiterleitet (forward). D. h. die Daten legen zunächst nur eine Teilstrecke zurück. Die Zwischenstation überprüft vor der Weiterleitung der Daten ihre Integrität anhand der CRC-Prüfsumme, die zu den einzelnen Dateneinheiten (Frames) gehört. Besteht das Datenpaket aus mehreren Teilen (Fragmenten), so wird dieses vor der Integritätsprüfung zusammengesetzt (reassembliert).
Generell wird diese Technik in Netzwerken eingesetzt, welche keine dauerhafte Konnektivität zu selbigem voraussetzen (z. B. FidoNet, MausNet, Packet Radio) oder in denen eine hohe Mobilität (z. B. Short Message Service) erforderlich ist. Das Teilstreckenverfahren spielt eine Rolle bei der Kommunikation mit Satelliten.
Aufgrund der Verzögerungen, die mit dem Teilstreckenverfahren verbunden sind, kann es nur in verzögerungstoleranten Netzwerken (engl. delay tolerant networks – DTN) angewandt werden.
Dagegen sind mit diesem Verfahren Echtzeitsysteme sowie audiovisuelle Kommunikationssysteme wie Streaming Media oder Internettelefonie nur eingeschränkt realisierbar; sie verwenden daher stattdessen bevorzugt Cut-through-Methoden, die auf Integritätsprüfungen verzichten. Zugunsten der dadurch höheren Performance wird eine höhere Fehlerrate beim Transport und dem korrekten Wiederzusammenfügen der Datensegmente in Kauf genommen. Beim Teilstreckenverfahren ist das umgekehrt.
Zwischen beiden Methoden gibt es Mischformen.